# Province de Cotabambas
La province de Cotabambas (Provincia de Cotabambas en espagnol) est l'une des sept provinces de la région d'Apurímac, au sud du Pérou. Son chef-lieu est la ville de Tambobamba.

## Géographie
La province couvre 2 612,72 km2. Elle est limitée au nord, à l'est et au sud par la région de Cuzco, à l'ouest par la province de Grau, la province d'Abancay et la province d'Antabamba..

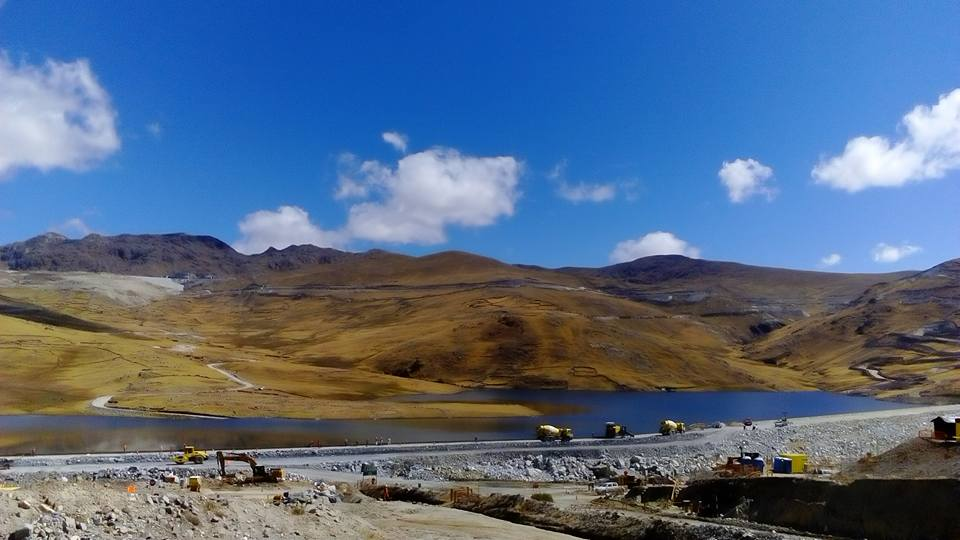
Mine Las Bambas

## Population
La population de la province était estimée à 44 028 habitants en 2005 (INEI).

## Subdivisions
La province est divisée en 6 districts :
- Chalhuahuacho
- Cotabambas
- Coyllurqui
- Haquira
- Mara
- Tambobamba